# 戈納伊夫區
戈納伊夫區，是海地的區，位於該國西部，由阿蒂博尼特省負責管轄，面積966.7平方公里，海拔高度70米，2015年人口452,704，人口密度每平方公里468.3人。